# Branislav Mezei
Branislav Mezei (* 8. říjen 1980, Nitra) je slovenský hokejový obránce hrající za tým HK Nitra. Výrazně defenzivní typ, který vyniká tvrdou hrou (k čemuž využívá svou robustní postavu) a za to bývá často vylučovaný.

## Hráčská kariéra
S hokejem začínal v Nitře. Od sezóny 1997/98 hrál v Severní Americe. V NHL debutoval v sezóně 2000/01 v mužstvu New York Islanders, které ho draftovalo v roce 1999 v 1. kole z 10. místa. Za tento klub hrával i další sezónu (více ve farmářském týmu Bridgeport Sound Tigers). Od ročníku 2002/03 byl hráčem týmu Florida Panthers. Během stávky v NHL (2004/05) působil v Třinci (česká hokejová extraliga), před koncem základní části přestoupil do Dukly Trenčín, klub vypadl v semifinále s pozdějším vítězem Slovanem Bratislava.
Na sezónu 2005/06 měl uzavřenou smlouvu s Floridou Panthers s ročním příjmem 1,026 milionu USD. V dalším ročníku utrpěl po 45 zápasech zranění ramene a zbytek sezóny tak vynechal. Hráčem Floridy byl i v ročníku 2007/08. V sezóně 2008/09 byl hráčem týmu KHL Barys Astana, další pak začal v Plzni a v jejím průběhu přestoupil do finského Espoo Blues. Ročník 2010/11 odehrál v HC Mountfield České Budějovice, po vypadnutí mužstva v play off v alkoholickém opojení vykopl dveře sousedů, když jejich byt považoval za svůj. Majiteli přislíbil uhrazení škody, přesto věc řešila policie.

V ročníku 2011/12 byl hráčem HC Lev Poprad v KHL, následně ho angažoval další klub této soutěže Avtomobilist Jekatěrinburg, kde si utvořil bodové maximum v seniorské kategorii, když dosáhl 21 bodů za 8 branek a 13 asistencí. Před ročníkem 2013/14 uzavřel smlouvu s mužstvem Viťaz Podolsk.

## Ocenění a úspěchy
- 1999 CHL - Top Prospects Game
- 2000 CHL - Třetí All-Star Tým
- 2000 OHL - První All-Star Tým

## Prvenství

### NHL
- Debut - 18. listopadu 2000 (San Jose Sharks proti New York Islanders)
- První asistence - 23. prosince 2000 (New York Islanders proti Columbus Blue Jackets)
- První gól - 31. března 2001 (Boston Bruins proti New York Islanders, kanadskému brankáři Byronu Dafoeovi)

### ČHL
- Debut - 24. září 2004 (HC Slavia Praha proti HC Oceláři Třinec)
- První gól - 17. října 2004 (HC Oceláři Třinec proti HC Energie Karlovy Vary, českému brankáři Zdeňku Šmídovi)
- První asistence - 5. listopadu 2004 (HC Oceláři Třinec proti HC Hamé Zlín)

### KHL
- Debut - 3. září 2008 (CHK Neftěchimik Nižněkamsk proti Barys Astana)
- První asistence - 11. září 2008 (Barys Astana proti Traktor Čeljabinsk)
- První gól - 23. září 2008 (HK Sibir Novosibirsk proti Barys Astana, kanadskému brankáři Tomu Lawsonovi)

## Klubová statistika
| Sezóna      | Klub                           | Soutěž      |     | Základní část | Základní část | Základní část | Základní část | Základní část |   | Play off | Play off | Play off | Play off | Play off |
| Sezóna      | Klub                           | Soutěž      | Z   | G             | A             | B             | TM            | Z             | G | A        | B        | TM       |          |          |
| 1995/96     | HK Nitra jun.                  | SHL-20      | 45  | 5             | 10            | 15            | 86            | —             | — | —        | —        | —        |          |          |
| 1996/97     | HK Nitra jun.                  | SHL-20      | 52  | 7             | 22            | 29            | 114           | —             | — | —        | —        | —        |          |          |
| 1997/98     | Belleville Bulls               | OHL         | 53  | 3             | 5             | 8             | 58            | 8             | 0 | 2        | 2        | 8        |          |          |
| 1998/99     | Belleville Bulls               | OHL         | 60  | 5             | 18            | 23            | 90            | 18            | 0 | 4        | 4        | 29       |          |          |
| 1999/00     | Belleville Bulls               | OHL         | 58  | 7             | 21            | 28            | 99            | 6             | 0 | 3        | 3        | 10       |          |          |
| 2000/01     | Lowell Lock Monsters           | AHL         | 20  | 0             | 3             | 3             | 28            | —             | — | —        | —        | —        |          |          |
| 2000/01     | New York Islanders             | NHL         | 42  | 1             | 4             | 5             | 53            | —             | — | —        | —        | —        |          |          |
| 2001/02     | Bridgeport Sound Tigers        | AHL         | 59  | 1             | 9             | 10            | 137           | 20            | 0 | 1        | 1        | 48       |          |          |
| 2001/02     | New York Islanders             | NHL         | 24  | 0             | 2             | 2             | 12            | —             | — | —        | —        | —        |          |          |
| 2002/03     | Florida Panthers               | NHL         | 11  | 2             | 0             | 2             | 10            | —             | — | —        | —        | —        |          |          |
| 2002/03     | San Antonio Rampage            | AHL         | 1   | 0             | 0             | 0             | 0             | 3             | 0 | 0        | 0        | 0        |          |          |
| 2003/04     | Florida Panthers               | NHL         | 45  | 0             | 7             | 7             | 80            | —             | — | —        | —        | —        |          |          |
| 2004/05     | HC Oceláři Třinec              | ČHL         | 41  | 1             | 2             | 3             | 68            | —             | — | —        | —        | —        |          |          |
| 2004/05     | HK Dukla Trenčín               | SHL         | 10  | 1             | 1             | 2             | 16            | 12            | 1 | 2        | 3        | 38       |          |          |
| 2005/06     | Florida Panthers               | NHL         | 16  | 0             | 1             | 1             | 37            | —             | — | —        | —        | —        |          |          |
| 2006/07     | Florida Panthers               | NHL         | 45  | 0             | 3             | 3             | 55            | —             | — | —        | —        | —        |          |          |
| 2007/08     | Florida Panthers               | NHL         | 57  | 2             | 2             | 4             | 24            | —             | — | —        | —        | —        |          |          |
| 2008/09     | Barys Astana                   | KHL         | 56  | 5             | 5             | 10            | 151           | 3             | 0 | 1        | 1        | 6        |          |          |
| 2009/10     | HC Plzeň 1929                  | ČHL         | 19  | 0             | 0             | 0             | 61            | —             | — | —        | —        | —        |          |          |
| 2009/10     | Espoo Blues                    | SM-l        | 38  | 0             | 4             | 4             | 120           | 3             | 1 | 2        | 3        | 4        |          |          |
| 2010/11     | HC Mountfield České Budějovice | ČHL         | 51  | 6             | 9             | 15            | 118           | 9             | 0 | 1        | 1        | 16       |          |          |
| 2011/12     | HC Lev Poprad                  | KHL         | 53  | 3             | 11            | 14            | 117           | —             | — | —        | —        | —        |          |          |
| 2012/13     | Avtomobilist Jekatěrinburg     | KHL         | 51  | 8             | 13            | 21            | 89            | —             | — | —        | —        | —        |          |          |
| 2013/14     | Viťaz Podolsk                  | KHL         | 47  | 4             | 4             | 8             | 108           | —             | — | —        | —        | —        |          |          |
| 2014/15     | KHL Medveščak                  | KHL         | 8   | 0             | 0             | 0             | 14            | —             | — | —        | —        | —        |          |          |
| 2014/15     | HK Nitra                       | SHL         | 40  | 4             | 10            | 14            | 65            | 12            | 0 | 2        | 2        | 27       |          |          |
| 2015/16     | HK Nitra                       | SHL         | 43  | 4             | 7             | 11            | 54            | 16            | 2 | 1        | 3        | 37       |          |          |
| 2016/17     | HK Nitra                       | SHL         | 56  | 5             | 25            | 30            | 83            | 13            | 3 | 4        | 7        | 37       |          |          |
| 2017/18     | HK Nitra                       | SHL         | 51  | 5             | 23            | 28            | 112           | 8             | 3 | 7        | 10       | 14       |          |          |
| 2018/19     | HK Nitra                       | SHL         | 57  | 1             | 12            | 13            | 77            | 18            | 1 | 3        | 4        | 26       |          |          |
| 2019/20     | HK Nitra                       | SHL         | 55  | 3             | 9             | 12            | 68            | —             | — | —        | —        | —        |          |          |
| 2020/21     | HK Nitra                       | SHL         | 38  | 5             | 8             | 13            | 48            | 5             | 0 | 1        | 1        | 10       |          |          |
| 2021/22     | HK Nitra                       | SHL         | 45  | 2             | 15            | 17            | 48            | 19            | 3 | 2        | 5        | 37       |          |          |
| 2022/23     | HK Nitra                       | SHL         | 38  | 0             | 5             | 5             | 61            | 8             | 0 | 3        | 3        | 8        |          |          |
| 2023/24     | HK Nitra                       | SHL         | 41  | 0             | 8             | 8             | 36            | 21            | 1 | 2        | 3        | 34       |          |          |
| 2024/25     | HK Nitra                       | SHL         |     |               |               |               |               |               |   |          |          |          |          |          |
| NHL celkově | NHL celkově                    | NHL celkově | 240 | 5             | 19            | 24            | 311           | —             | — | —        | —        | —        |          |          |
| KHL celkově | KHL celkově                    | KHL celkově | 215 | 20            | 33            | 53            | 479           | 3             | 0 | 1        | 1        | 6        |          |          |

## Reprezentace
Branislav Mezei reprezentoval na mistrovství světa v letech 2001, 2004, 2008, 2013 a Světovém poháru 2004. Celkem odehrál ve slovenské reprezentaci 63 zápasů, neskóroval. Nosí dres s číslem 24.
Trenér Vladimír Vůjtek ho nominoval na světový šampionát v roce 2013 ve Švédsku a Finsku. V zápase proti Rakousku napadl protihráče Davida Schullera do oblasti hlavy a krku, což si rozhodčí nevšimli. Disciplinární komise IIHF však následně rozhodla o distanci na jedno utkání a nemohl tudíž hrát v zápase proti Rusku.

| Rok                       | Tým                       | Soutěž                    | Z  | G | A | B | TM |
| ------------------------- | ------------------------- | ------------------------- | -- | - | - | - | -- |
| 1999                      | Slovensko 20              | MSJ                       | 6  | 0 | 0 | 0 | 8  |
| 2000                      | Slovensko 20              | MSJ                       | 7  | 1 | 0 | 1 | 6  |
| 2001                      | Slovensko                 | MS                        | 6  | 0 | 0 | 0 | 2  |
| 2004                      | Slovensko                 | SP                        | 2  | 0 | 0 | 0 | 0  |
| 2004                      | Slovensko                 | MS                        | 9  | 0 | 0 | 0 | 6  |
| 2008                      | Slovensko                 | MS                        | 5  | 0 | 0 | 0 | 8  |
| 2013                      | Slovensko                 | MS                        | 7  | 0 | 4 | 4 | 6  |
| Juniorská kariéra celkově | Juniorská kariéra celkově | Juniorská kariéra celkově | 13 | 1 | 0 | 1 | 14 |
| Seniorská kariéra celkově | Seniorská kariéra celkově | Seniorská kariéra celkově | 29 | 0 | 4 | 4 | 22 |